# Ґоцеделчевський монастир Живоносного Джерела (Болгарія)
Ґоцеделчевський монастир Живоносного Джерела — болгарський жіночий монастир, підпорядкований Неврокопській єпархії Православної церкви Болгарії. Оголошений пам'яткою культури місцевого значення.

## Розташування
Розташований у південному Піріні, приблизно за 2 км на південний захід від міста Гоце Делчев на шляху до села Делчево.

## Історія
Собор монастиря був побудований на фундаментах старої церкви, від якої збереглися колони, капітелі та фрагменти скульптурного мармурового фризу. Згідно з кам'яною плитою над входом до храму, реставрація монастиря почалася 1 березня 1888 р., коли були збудовані кам'яна стіна та фонтан. Будівництво монастирської церкви й паломницьких кімнат розпочалося в 1898 р., а храм був освячений у липні 1901 р. За церквою є чернечі келії. У часи Османської імперії до 1912 р. доходи від власності монастиря використовувалися для підтримки шкіл міста. У 1949 р. келії і кімнати паломників були знищені вогнем. У березні 1898 р. монастир став жіночим.
У храмі 42 дорогоцінні ікони XIX і XX століть.
Свято монастиря — Світла п'ятниця — Животворяще джерело Діви Марії або Маленький Великдень. Друге свято — Святого Пантелеймона 27 липня.